# Wartesaal (Album)
Wartesaal ist das vierte Studioalbum des deutschen Sängers und Songwriters Bosse.

## Entstehung
Axel Bosse schrieb einen Großteil der Lieder für Wartesaal in einem 70er-Jahre-Wohnwagen am Elbstrand. Die Aufnahmen fanden im Topspin Hangar in Köln statt. Das Album wurde wie auch der Vorgänger Taxi von Jochen Naaf produziert. Abweichend wurden die Titel Nach Haus und Nächsten Sommer zum Teil von Sebastian Blaschke im Gotteswegstudio A in Köln aufgenommen.

## Titel, Cover, Booklet
„Es geht im Wartesaal um diesen Raum, in dem zwei Personen sitzen, die es einfach nicht schaffen, nach ihrem Glück zu greifen. Weil sie vielleicht zu verwirrt sind oder zu abgelenkt oder sich an das Warten schon gewöhnt sind. Am Ende schaffen sie’s vielleicht.“

Das Album wurde nach dem Lied Wartesaal benannt, da dieses „musikalisch in der Mitte des Albums [liege], indem jedes Instrument vorkomm[e], und […] es der Refrain [textlich] auf den Punkt [bringe].“ Das Album handelt vom Glücklichwerden und Glücklichsein.
Das Cover zeigt den Oberkörper Bosses in schwarzer Trainingsjacke vor einem wolkigen Himmel (Foto: Patrick Wamsganz). Der restliche Teil des Covers ist in einem kräftigen Rot gehalten. Über dem Foto steht groß „BOSSE“ sowie darunter kleiner der Albumtitel in schwarzer Schrift. Das Booklet ist innen weiß mit schwarzer Schrift. Über jedem Titel samt Songtext ist ein kleines Symbol, das den Titel widerspiegelt, eingefügt.

## Titelliste
1. Wartesaal – 3:51
2. Weit Weg – 4:20
3. Metropole – 3:27
4. Die Nacht – 3:27
5. Nach Haus – 3:47
6. Du Federst – 3:42
7. Wende der Zeit – 3:17
8. Die Regie – 4:00
9. Roboterbeine – 3:49
10. Frankfurt Oder (feat. Anna Loos) – 3:37
11. Yipi – 2:56
12. Nächsten Sommer – 4:23

### Bonus-CD
Das Album ist in einer limitierten Deluxeversion erhältlich, die eine Bonus-CD enthält, auf der sieben der Lieder in akustischer Version vertreten sind.
1. Wartesaal – 3:51
2. Weit Weg – 4:09
3. Metropole – 3:39
4. Die Nacht – 3:29
5. Wende der Zeit – 3:49
6. Roboterbeine – 3:32
7. Yipi – 3:19

## Auskopplungen
Die Videos für die drei Lieder Weit Weg, Wartesaal und Metropole wurden innerhalb einer Woche in Tokio, am Fuji und in Shibuya gedreht. Regie führten Christopher Häring und Katja Malinowski.

### Weit Weg
Weit Weg wurde als erstes Lied aus dem Album am 11. Februar 2011 veröffentlicht. Das Lied konnte sich auf Platz 53 der deutschen Singlecharts platzieren. Die Single enthält eine Single- und Akustikversion sowie den Koletzki-Remix. Weit Weg beschreibt einen Moment, in dem man mental oder körperlich verschwindet, d. h. alles um sich herum einfach ausblendet.

### Wartesaal
Wartesaal wurde am 27. Mai 2011 als zweites Lied aus dem gleichnamigen Album ausgekoppelt. Die Single enthält neben einer Radioversion sowie der Albumversion von Wartesaal, auch die Akustikversionen von Nächsten Sommer und Die Regie. Bei iTunes ist zusätzlich das Video zu Wartesaal erhältlich.

„Der Titelsong ‚Wartesaal‘ zeichnet zum Beispiel das Bild von zwei Menschen, die in einer Kneipe nur wenige Meter voneinander entfernt sitzen, tagein tagaus, und es trotzdem nicht schaffen, ihr Glück selbst in die Hand zu nehmen und auf einander zuzugehen. ‚Das war so ein Lied, das war nach zehn Minuten geschrieben, und fertig‘“

### Frankfurt Oder
Frankfurt Oder wurde bereits auf Bosses vorherigem Album Guten Morgen Spinner (2006) veröffentlicht. Es sollte damals eigentlich auch als Single ausgekoppelt werden, allerdings wurde Bosses damaliges Label EMI aufgekauft und die Arbeiten an der Single eingestellt. Es handelt sich dabei um ein Liebeslied, das beschreibt wie außen herum nicht alles stimmt, aber man trotzdem glücklich ist, da man eine bestimmte andere Person bei sich hat. Frankfurt (Oder) stellt für Bosse das Sinnbild der Einsamkeit dar.
Auf Wartesaal wurde es in einem Remix von Moritz Enders gemeinsam mit der Silly-Sängerin Anna Loos neu veröffentlicht und am 9. September 2011 als dritte Single ausgekoppelt. Beide traten mit dem Lied beim Bundesvision Song Contest 2011 für Niedersachsen an und belegten den 3. Platz. Das Lied konnte sich auf Platz 35 der deutschen Singlecharts platzieren.
Auf der Single ist zusätzlich eine Akustikversion des Liedes vorhanden. Bei iTunes sind zusätzlich Liveversionen der Lieder Yipi und Die Nacht zu bekommen.

### Metropole
Die Videopremiere für Metropole erfolgte am 11. November 2011. Das Video wurde spontan auf einer großen Kreuzung in Shibuya innerhalb von 15 Minuten gedreht. Metropole wurde allerdings anscheinend nicht offiziell als Single veröffentlicht. 

## Kritik
„Du federst gibt dabei die Gesamtstimmung von Bosses viertem Machwerk vermutlich am besten wieder. Melancholie? Ja, gerne. Warum nicht. Aber dann doch bitte locker und fluffig gepaart mit einem gehörigen Schuss Zuversicht. […] Axel Bosse hat etwas zu sagen und tut dies im Rahmen der vermutlich besten Songs, die er bisher geschrieben hat. […] Wer eine Einladung zum Nachdenken und Träumen haben möchte, bekommt sie hier ehrlich und unpeinlich serviert. […] Und so erzählt Bosse Geschichten, die jeder irgendwie schon selbst einmal erlebt hat. Mal mehr, mal weniger an der Grenze zum Kitsch. Von Schlaflosigkeit, Billigfliegern, labbrigen Kartoffeln, weinenden HipHop-Mädchen, vom Betrunkensein, Fortgehen und Wiederkommen.“

„Auf ‚Wartesaal‘ findet der Hörer intelligent arrangierten Indie-Pop und –Rock mit einer melancholischen Note. Das Werk besticht durch clevere, einfühlsame Texte, die direkt aus dem Leben gegriffen sind.“

„Es zündet dieses neue Album von Axel Bosse, auch wenn einige mit der edlen Pop‐Glasur Probleme haben werden. Doch ‚Wartesaal‘ ist ein vollmundiges Album geworden, das auch unterschiedliche Facetten aufzeigt, und bei den Texten trägt er sein Herz auf der Zunge. Keine groß verbogenen Sätze, lieber geradeheraus, dennoch nicht plakativ und plump, sondern clever.“

„Wartesaal will Bosse den absoluten Durchbruch bescheren. Gerade deshalb wird musikalische Gefälligkeit groß geschrieben. Den Texten merkt man an, dass Bosse mit viel Ehrgeiz zu Werke geht, sich freilich darin verzettelt oder banal-poetische Worthülsen deklamiert. Eine Handvoll Lieder können das Unglück abwenden, denjenigen Hörer mit dem Album versöhnen, der nicht gleich Lieschen Müller kleine Gedanken turmhoch aufbauscht. Unkonventionell konventionell zu tönen, solch Auftreten steht Bosse nicht gut zu Gesicht. Darüber täuschen auch einzelne starke Songs nicht hinweg.“

## Tournee
Bosse promotete das Album auf einer Tour ab 24. März 2011 (zwei Teile: 24. März bis 17. April und 15. November 2011 bis 11. Dezember 2011). Dabei wurde er von verschiedenen Bands wie Flimmerfrühstück, Boy, P-lot und Maks Schröder unterstützt. Die Tour musste aufgrund einer akuten Kehlkopfentzündung von Bosse Ende November/Anfang Dezember unterbrochen werden. Die ausgefallenen Konzerte wurde im Februar 2012 nachgeholt.
Diese Liste ist eine Übersicht der Konzerte die bei Bosses Wartesaal-Tour 2011 gespielt wurden.
| Datum             | Stadt             | Vorband          | Veranstaltungsort     | Land        |
| ----------------- | ----------------- | ---------------- | --------------------- | ----------- |
| 24. März 2011     | Leipzig           | Boy              | Moritzbastei          | Deutschland |
| 25. März 2011     | Nürnberg          | Boy              | Hirsch                | Deutschland |
| 26. März 2011     | Kaiserslautern    | Boy              | Kammgarn              | Deutschland |
| 29. März 2011     | München           | Boy              | 59:1                  | Deutschland |
| 30. März 2011     | Stuttgart         | Boy              | Röhre                 | Deutschland |
| 31. März 2011     | Frankfurt am Main | Boy              | Batschkapp            | Deutschland |
| 1. April 2011     | Erfurt            | Elke Brauweiler  | HsD Gewerkschaftshaus | Deutschland |
| 2. April 2011     | Dresden           | Elke Brauweiler  | beatpol               | Deutschland |
| 6. April 2011     | Köln              | Boy              | Luxor                 | Deutschland |
| 7. April 2011     | Bochum            | Boy              | Zeche                 | Deutschland |
| 8. April 2011     | Osnabrück         | Boy, Kat Frankie | Lagerhalle            | Deutschland |
| 9. April 2011     | Hamburg           | Elke Brauweiler  | Große Freiheit 36     | Deutschland |
| 13. April 2011    | Göttingen         | Boy              | Musa                  | Deutschland |
| 14. April 2011    | Braunschweig      | Boy              | Meier Music Hall      | Deutschland |
| 15. April 2011    | Bremen            | Boy              | Schlachthof           | Deutschland |
| 16. April 2011    | Berlin            | Boy              | Postbahnhof           | Deutschland |
| 17. April 2011    | Berlin            | Boy              | Postbahnhof           | Deutschland |
| 15. November 2011 | Köln              | Flimmerfrühstück | Live Music Hall       | Deutschland |
| 16. November 2011 | Fulda             | Flimmerfrühstück | Kreuz                 | Deutschland |
| 17. November 2011 | Frankfurt am Main | Flimmerfrühstück | Batschkapp            | Deutschland |
| 18. November 2011 | Karlsruhe         | Flimmerfrühstück | Substage              | Deutschland |
| 19. November 2011 | Trier             | Flimmerfrühstück | Exhaus                | Deutschland |
| 23. November 2011 | Münster           | Boy              | Jovel                 | Deutschland |
| 2. Dezember 2011  | München           | P:lot            | Theaterfabrik         | Deutschland |
| 3. Dezember 2011  | Tübingen          | P:lot            | Sudhaus               | Deutschland |
| 5. Dezember 2011  | Freiburg          | Special Guest    | Jazzhaus              | Deutschland |
| 6. Dezember 2011  | Saarbrücken       | Boy              | Garage                | Deutschland |
| 7. Dezember 2011  | Dortmund          | Boy              | FZW                   | Deutschland |
| 9. Dezember 2011  | Wilhelmshaven     | Boy              | Pumpwerk              | Deutschland |
| 10. Dezember 2011 | Hamburg           | Maks Schröder    | Große Freiheit 36     | Deutschland |
| 11. Dezember 2011 | Hamburg           | Special Guest    | Große Freiheit 36     | Deutschland |
| 2. Februar 2012   | Würzburg          | P:lot            | Posthalle             | Deutschland |
| 18. Februar 2012  | Rostock           | P:lot            | Stadthalle            | Deutschland |
| 19. Februar 2012  | Cottbus           | P:lot            | Gladhouse             | Deutschland |
| 21. Februar 2012  | Potsdam           | P:lot            | Waschhaus             | Deutschland |
| 22. Februar 2012  | Hannover          | P:lot            | Capitol               | Deutschland |
| 23. Februar 2012  | Leipzig           | P:lot            | Werk II               | Deutschland |
| 24. Februar 2012  | Neubrandenburg    | P:lot            | Güterbahnhof          | Deutschland |

Im Rahmen der Promotion für das Album trat Bosse auch bei Gute Zeiten, schlechte Zeiten auf. Weiterhin absolvierte er gemeinsam mit Boy im Mai und Oktober 2011 einige Auftritte in der Schweiz.